# キリバスの国章
キリバスの国章（キリバスのこくしょう）には黄色のグンカンドリと日の出の様子、そして太平洋を表す青と白の縞が3本ずつ描かれている。このデザインは国旗にも描かれている。縞の数（3本）は、キリバスの3つの行政区（ギルバート諸島、フェニックス諸島、ライン諸島）を、太陽の放射線の数はギルバート諸島に属する16島と、バナバ島を表している。盾の下のリボンには、キリバスの国の標語である「Te Mauri Te Raoi Ao Te Tabomoa（健康、平和、繁栄）」が記されている。
国章は英領ギルバート・エリス諸島時代の1937年5月1日に作成され、1979年の独立時に標語が付け加えられたものがキリバス国章となった。